# 特殊警備艦
特殊警備艦（とくしゅけいびかん）とは、太平洋戦争末期に日本海軍が燃料不足によって外洋への航行が不可能になった戦艦・航空母艦・重巡洋艦等の大型艦艇を本土決戦用に各鎮守府沖に繋留し、迫り来るアメリカ軍を迎え撃つ又は空襲に対する防空砲台として使用した艦艇群である。しかし終戦までに多くが撃沈又は大破した。

## 概要
太平洋戦争も末期の1944年10月に行われたレイテ沖海戦で、日本海軍はアメリカ海軍に大敗。日本連合艦隊は事実上大型水上艦による組織的作戦能力を喪失した。
そして敗戦が濃厚となって来た中、日米両国共に本土決戦が現実味を帯びて来ていた。その中で日本海軍は海軍全部隊を指揮統一する為、海軍総隊司令部を創設した。
しかし日本海軍は一連の戦いにより資源地帯及び多数の艦艇を失っており、本土決戦の為に考えられた作戦・戦術では、もはや航空機・回天・震洋等の特攻兵器が主となっており、運用可能な艦艇もわずかに残った駆逐艦・潜水艦等の小型艦艇だけであった。
そういった状況下で行動不可能となっていた大型艦艇は連合艦隊隷下から各鎮守府所管の予備艦に定められ、副砲や対空兵装等を陸上に上げる作業が行われた。その後は沿岸防備を命じられ、防空砲台としての鎮守府警備艦となる。そして本格的に本土決戦への準備が進められていた1945年6月1日、沿岸防備としての鎮守府警備艦から、上陸し迫り来る米軍を迎え撃つ為の特殊警備艦へと役務変更がなされた。
艦種変更の際は、艦艇が岸壁等に見える様に迷彩塗装や木々を取り付けるといった工事を施したが、多くがその効果を発揮できずに大破又は撃沈された。
ただこの擬装に関して、日本海軍関係者は「無意味・効果は無い」という事を認めているが、アメリカ軍の関係者には「効果的な擬装である」との意見も存在する。

## 特殊警備艦となった艦艇

### 戦艦

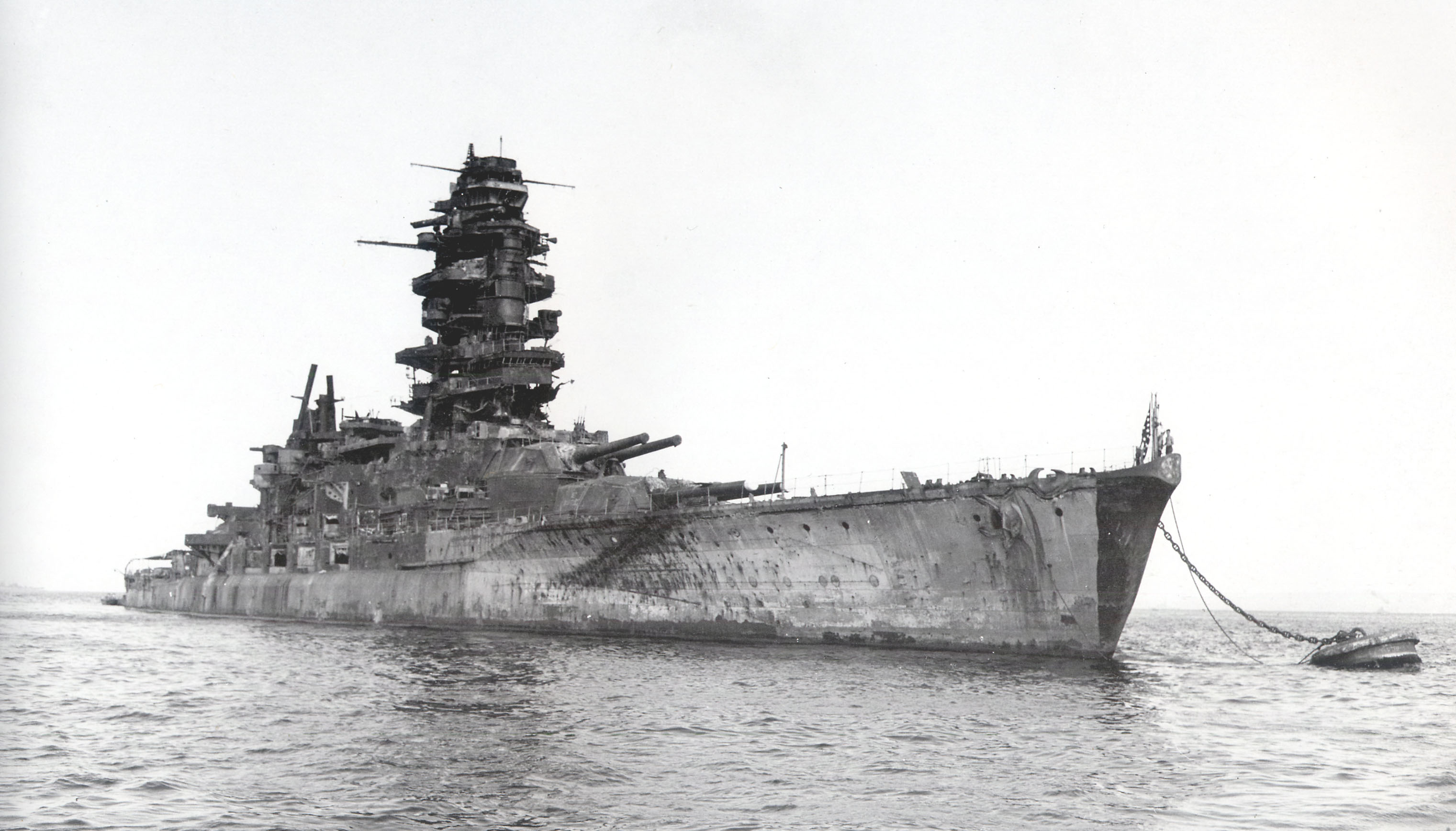
米軍に接収された終戦直後の長門。迷彩塗装が施されており、艦首の星条旗や爆撃で損傷を負った艦橋が確認できる。

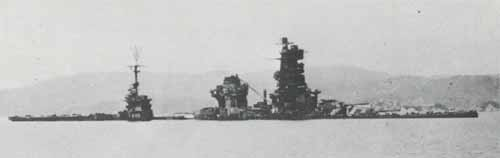
大破着底した日向の様子。

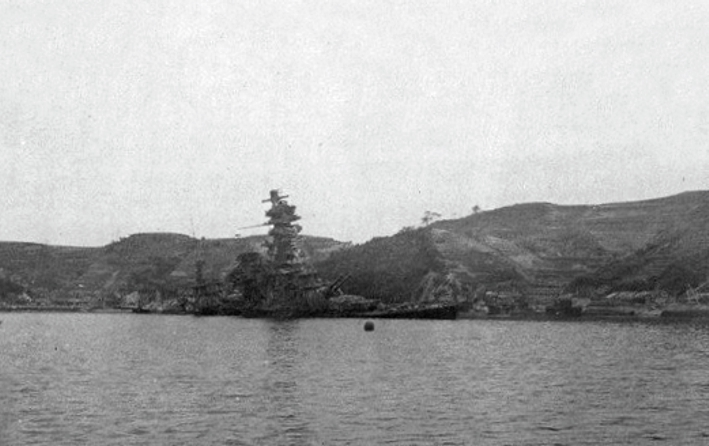
呉で大破着底した伊勢。

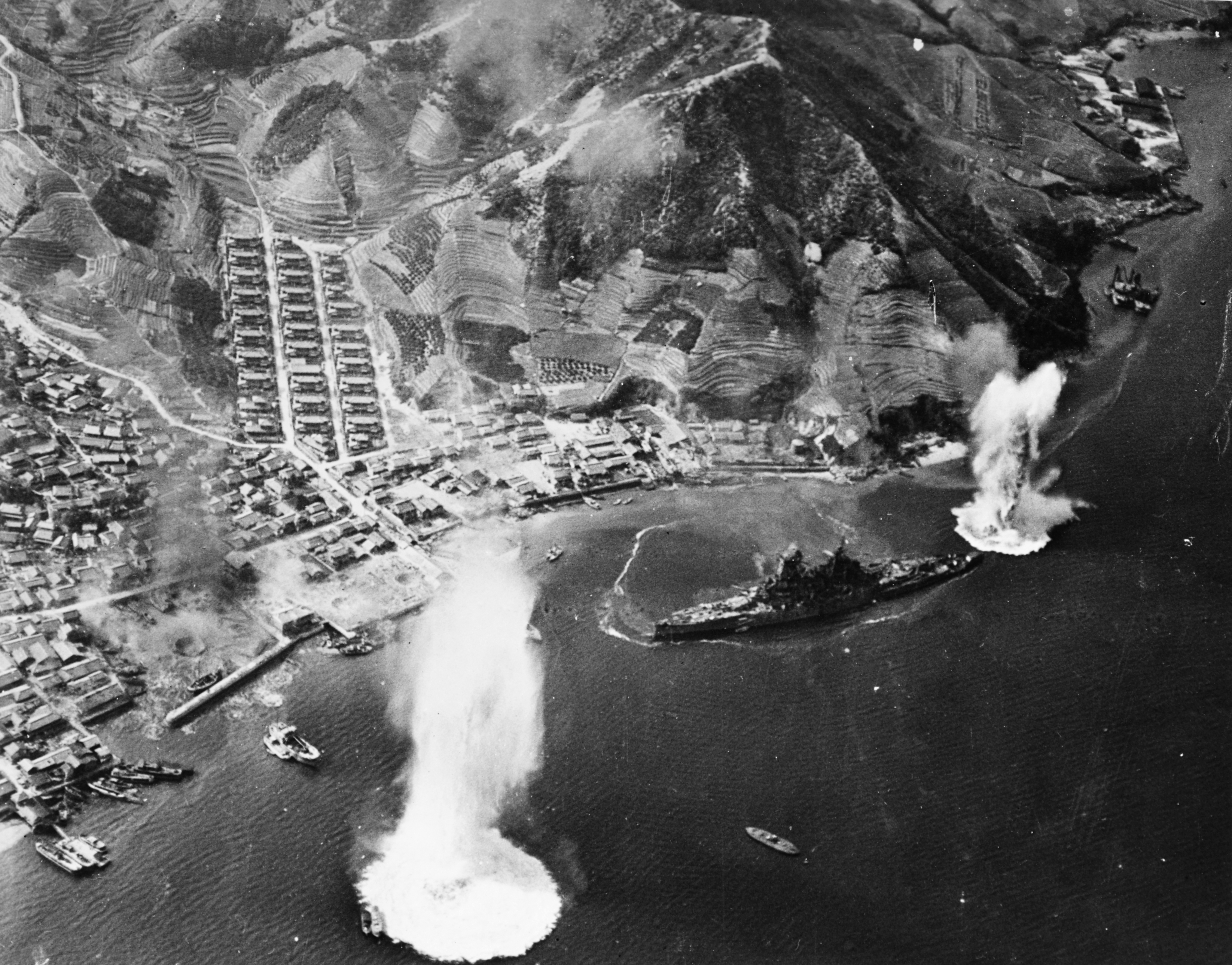
江田島小用沖にて、爆撃を受け続ける榛名。

- 長門→神奈川県横須賀港に繋留。直後にカモフラージュの為の迷彩塗装や木々の取り付け、主砲以外の兵装等々の撤去が行われる。7月18日に米軍艦載機の攻撃を受け中破するも、終戦時は日本海軍の戦艦として唯一行動可能な艦であった。その後米軍に接収され、翌年の1946年ビキニ環礁での原子爆弾実験（クロスロード作戦）で沈没。

なお本土決戦の際に考えられていた作戦では、長門をタグボートによって横須賀沖にある猿島付近の水深の極浅い場所まで曳航し、わざと着底させ不沈処理を施した上で相模湾に上陸してきた米軍を砲撃する予定であったと言う。
- 伊勢→1945年の2月、南方からの危険度の高い戦略物資輸送作戦・北号作戦で、全艦損害なしという奇跡的な成功を収めた後予備艦に編入され、最初は呉鎮守府第1予備艦となり、後に特殊警備艦となる。1945年7月28日の呉軍港空襲で米機動部隊の艦載機に攻撃され大破着底する（対空戦闘を最後に大破着底した為、砲身が最大仰角のままで、装填されていた砲弾が取り出せなかった。その為、取り出す為にバッテリーと油が用意され砲弾を発射する事になった。その際に発射した主砲が、日本海軍の戦艦として最後の主砲発射であったと言う）。終戦後引き揚げられてスクラップにされた。
- 日向→伊勢と同じく戦略物資輸送作戦・北号作戦成功後、燃料不足のため呉軍港近くの情島沖に停泊していたが、7月24日から始まった呉軍港空襲で米軍空母機の波状攻撃を受け、大破着底した。
- 榛名→2月に呉鎮守府の警備艦となり、3月19日、呉海軍工廠前に停泊中、ミッチャー中将率いる米第58任務部隊の艦載機による爆撃を受け、軽微ながらも損傷。4月になって予備艦に入る。6月22日にB-29により直撃弾1発を受け、呉の対岸江田島小用沖に繋留される。7月24日と28日の呉軍港空襲で、今度はマッケーン中将率いる第38任務部隊による大規模な攻撃を受け、大破着底した。

### 空母

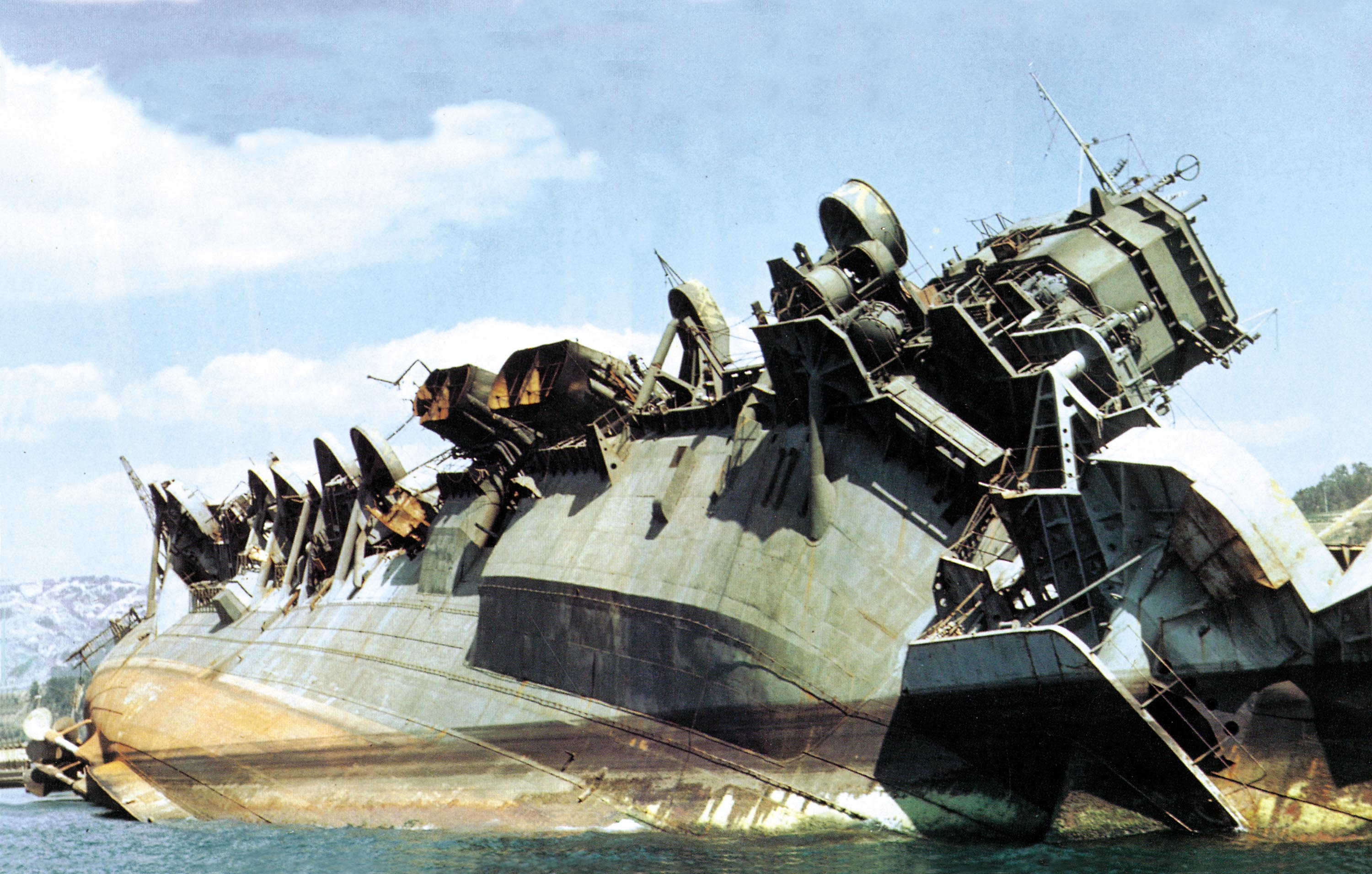
横転した天城の様子。

- 天城：就役したものの、出撃機会が与えられずに防空砲台となっていたが、上記艦艇と同じく呉軍港空襲で転覆、後に解体。
- 葛城：天城と同じく出撃機会の無いまま防空砲台となっており、呉軍港空襲で飛行甲板大破孔の損傷を負うも、航行に一切の支障は無く終戦を迎える。その後は復員輸送艦となり、全復員輸送艦の中で最大の大きさを誇った葛城は、南方方面を担当した。そして戦時中は目立った活躍が無かったものの、合計5万人近い日本人に祖国の地を踏ませる大役を全うしその後解体された。
- 鳳翔：損傷
- 龍鳳：損傷

なお空母は燃料不足による行動不能もあるが、搭載する艦載機の不足ならびに搭乗する乗組員の不足もある。そして戦闘艦と違い、停泊させているだけで防空砲台などの特殊警備艦という定義での有効な使い道は無く、練習艦として使われたりただ停泊されているというものが殆どであった。

### 重巡洋艦
- 青葉：大破着底

### 軽巡洋艦
- 大淀：大破着底

### 駆逐艦
- 冬月：損傷
- 涼月:坊ノ岬沖海戦で損傷していたため海上固定砲台として利用